# Col legno

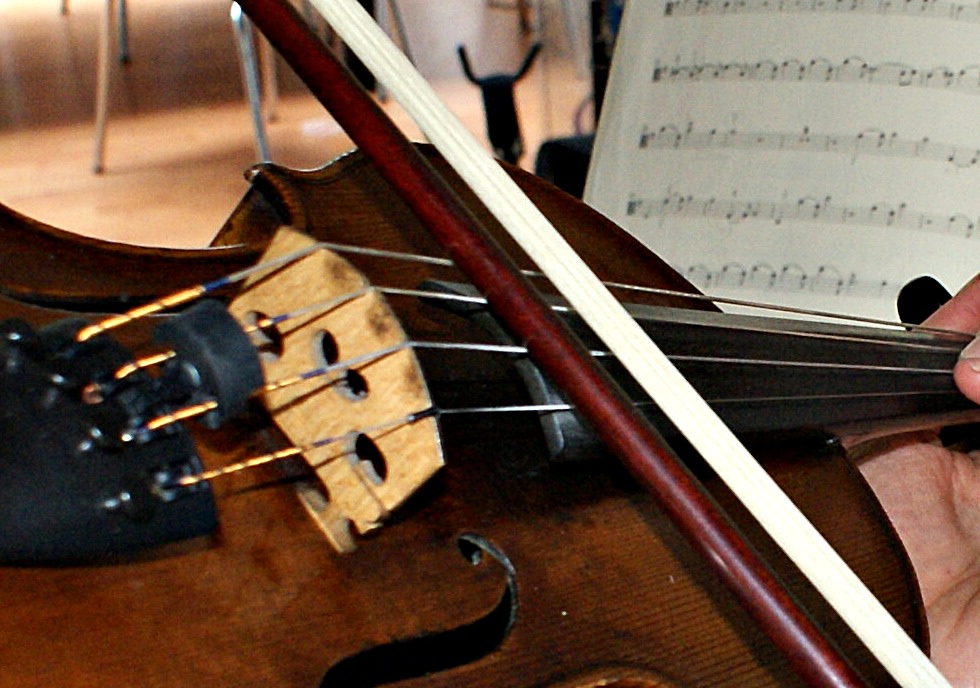
Gra con legno na skrzypcach

Col legno – sposób smyczkowania w grze na instrumencie smyczkowym, który polega na uderzaniu (col legno battuto) lub pocieraniu drzewcem smyczka o struny.